# Пилипець
Пи́липець — село в Україні, у Хустському районі Закарпатської області. Гірськолижний курорт. Адміністративний центр Пилипецької сільської громади.

## Історія
Засноване у 1463 році. Назва села, за народними переказами, походить від імені вівчаря Пилипа, який першим оселився тут.
Пилипець вперше згадується в письмових джерелах в 1463 році, але тоді він мав назву Верпелепець. В XV-XVIII століттях Пилипець був не окремим селом, а присілком південнішого села Ізки, розміщеного вздовж річки Репинки. Документи XVIII століття називають його Ізки-Пилипець. Тобто Пилипець майже на півтора століття старший. Як же він став присілком? Та ще й в XV столітті ..? Територія, на якій знаходився присілок, належала в XV столітті феодалам Урмезеям, а з 1467 року – Довгаям (того року Довгаї купують чисельні земельні володіння в Закарпатті, в тому числі в нинішньому Міжгірському районі). У середині XVII століття Ізки з присілками уже були власністю Жігмонта Ліпчая. Перші відомості про феодальні повинності, свідчать, що селяни Пилипця платили від цілого наділу (лана) по 6 флоринів і 1 шкурки куниці на рік та виконували панщині роботи.
В описі повинностей того часу, що склав Жигмонт Ліпчай є така цікава фраза: «З підданих, що зобов’язані платити оброк, коли з божої ласки збагатіють, вільно буде мені брати більше дані, але якщо збідніють, то доведеться приписати їм менше».
Населення Пилипця терпіло й від стихійного лиха (ранні морози, напади сарани тощо). В 1785 році у церковній книзі с. Пилипця з’явився запис: «Змерз хліб у Верховині», в 1786 році цей запис було продовжено словами: «Не було що сіяти і з голоду много того року померло людей…».
Після придушення австрійською короною повстання Ференца ІІ Ракоці (1703 – 1711 роки) Пилипець стає власністю магнатів Телекіїв.

## Географія

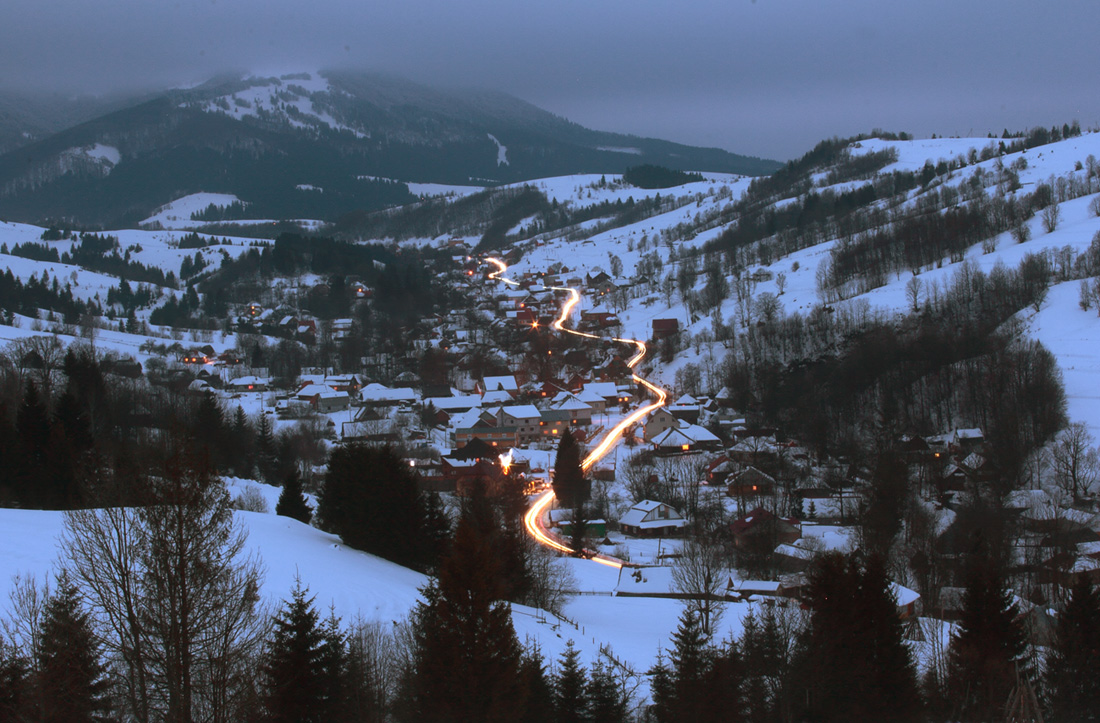
Село Пилипець вночі

Пилипець розташований на відстані 190 км від Львова і 135 км від Ужгорода. Через село протікає річка Плошанка, яка на території села зливається з річкою Рипинка.

## Населення
Згідно з переписом УРСР 1989 року чисельність наявного населення села становила 1157 осіб, з яких 547 чоловіків та 610 жінок.
За переписом населення України 2001 року в селі мешкали 1094 особи.

### Мова
Розподіл населення за рідною мовою за даними перепису 2001 року:
| Мова       | Відсоток |
| ---------- | -------- |
| українська | 99,64 %  |
| російська  | 0,36 %   |

## Адміністративний устрій
Село Пилипець є центром Пилипецької сільської громади, яка утворенна 12 червня 2020 року. До громади входять 11 сіл (включно з Пилипцем). Населення сільської громади нараховує 7129 осіб (дані станом на 2020 рік).

## Зимовий відпочинок

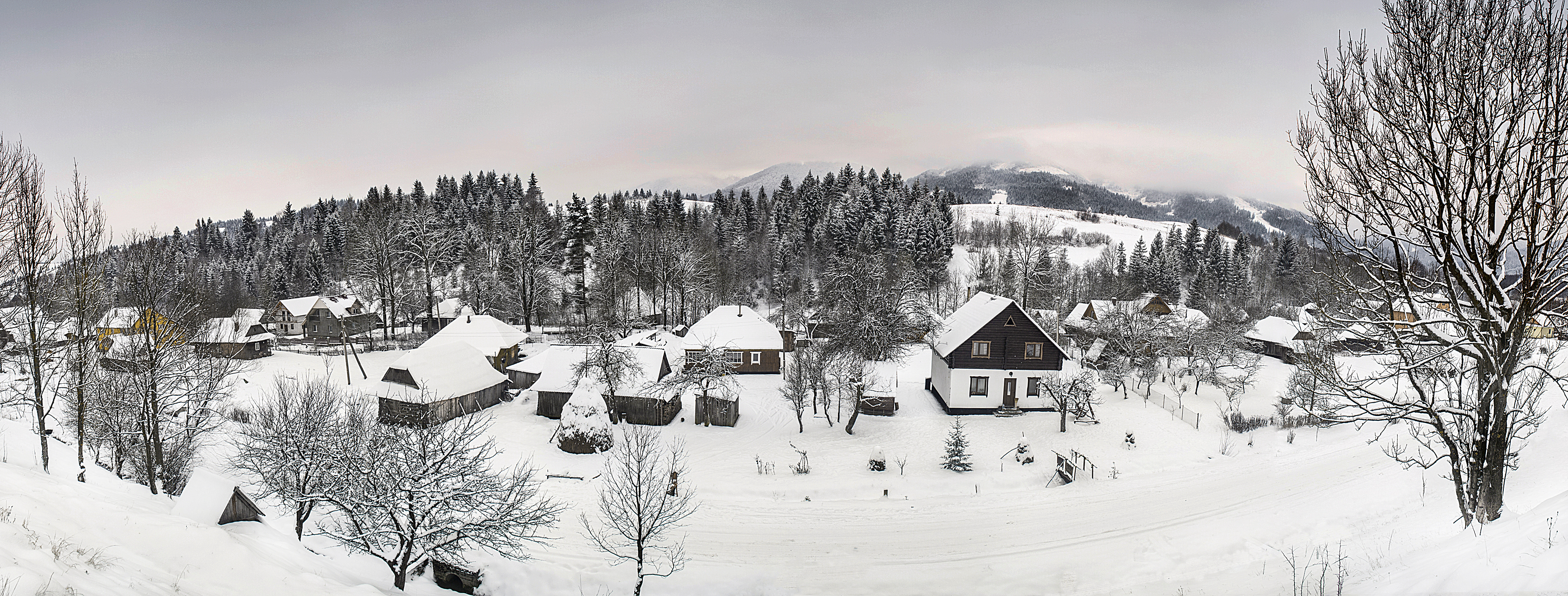
Вид на гору Гемба з села Пилипець

Пилипець приваблює передусім любителів зимового відпочинку, гірськолижників та сноубордистів. Гора Гимба (1497 метрів, частина полонини Боржава) обладнана трьома підйомниками (крім верхніх, що починаються від вершини 2 км траси). Нижня та верхня частини узвозу — пологі, середня більш крута та нерівна.
У селі є готелі («Гранд Готель Пилипець» 4 зірки, «Шепіт Карпат», «Горянин», «Магура», «Газдівська хижа», "Dacha на Магурі" та інші) та житлові приміщення, які здаються в оренду, пункти прокату лиж, кафе та сауни. Для гірськолижних початківців працюють інструктори.

### Траси та гірськолижні спуски

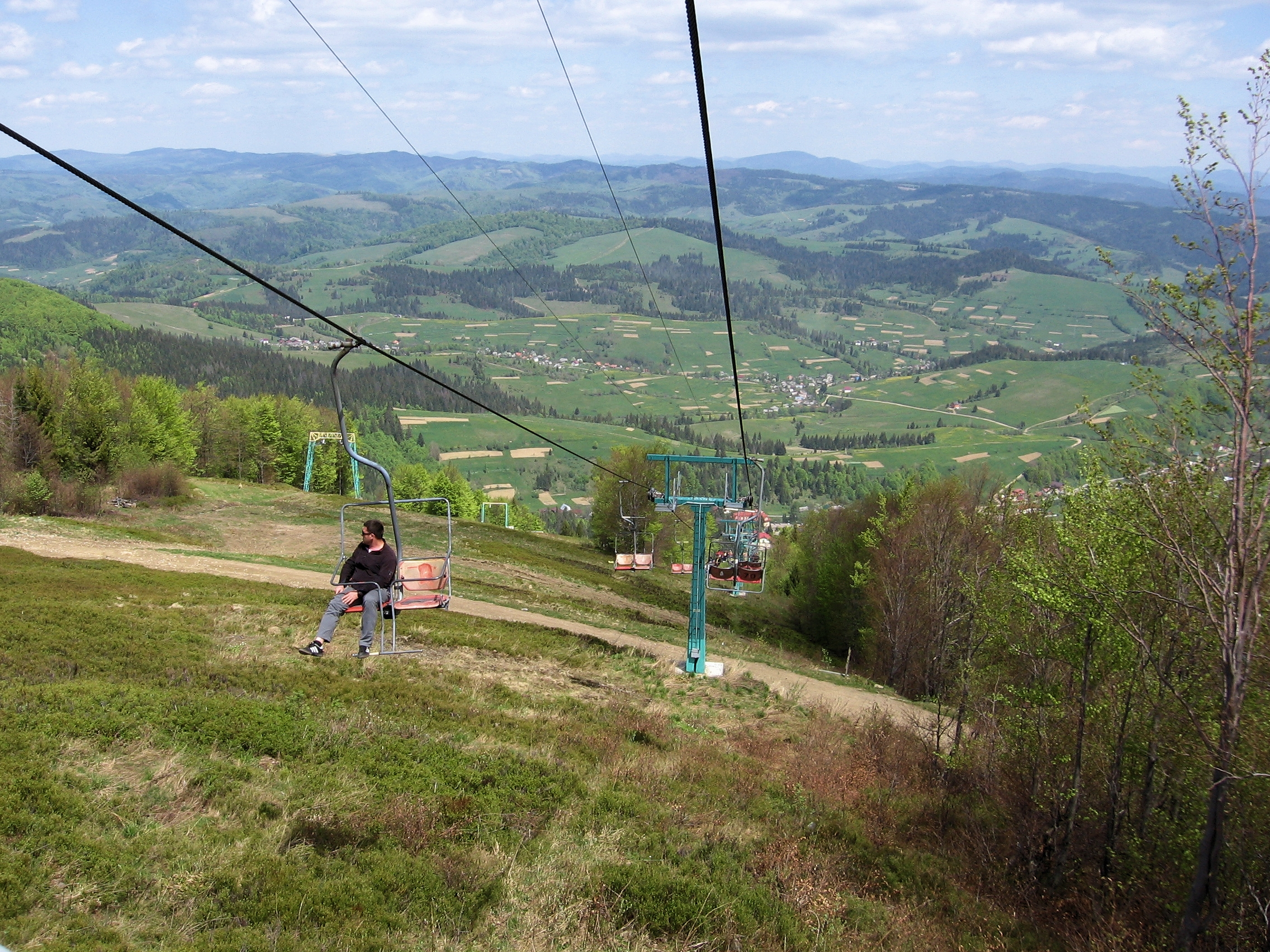
Крісельний витяг на гору Гемба навесні

Багато трас на горі Гимба, загальна протяжність понад 20 000 м. Найдовша з них — 6000 м.

4 траси на горі Магура-Жиде, найдовша траса — 1500 м.
Всього на курорті 7 підйомників:
- бугельний — 1100 м,
- бугельний — 900 м,
- бугельний — 400 м,
- бугельний — 500 м,
- двомісний крісельний в центрі курорту — 1650 м,
- бугельний — 1560 м,
- бугельний — 800 м.

## Туристичні місця

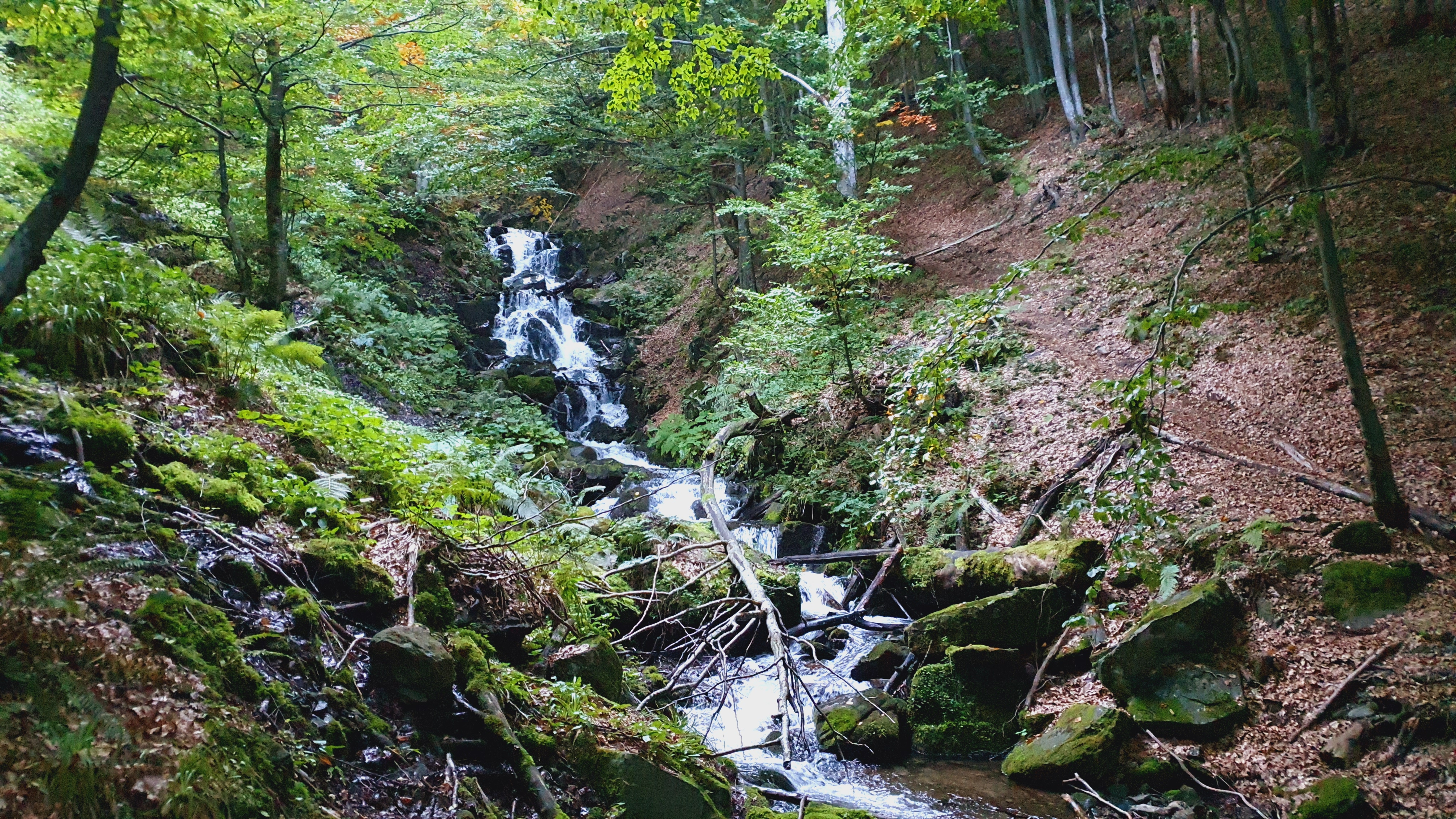
Водоспад Шипіт верхній

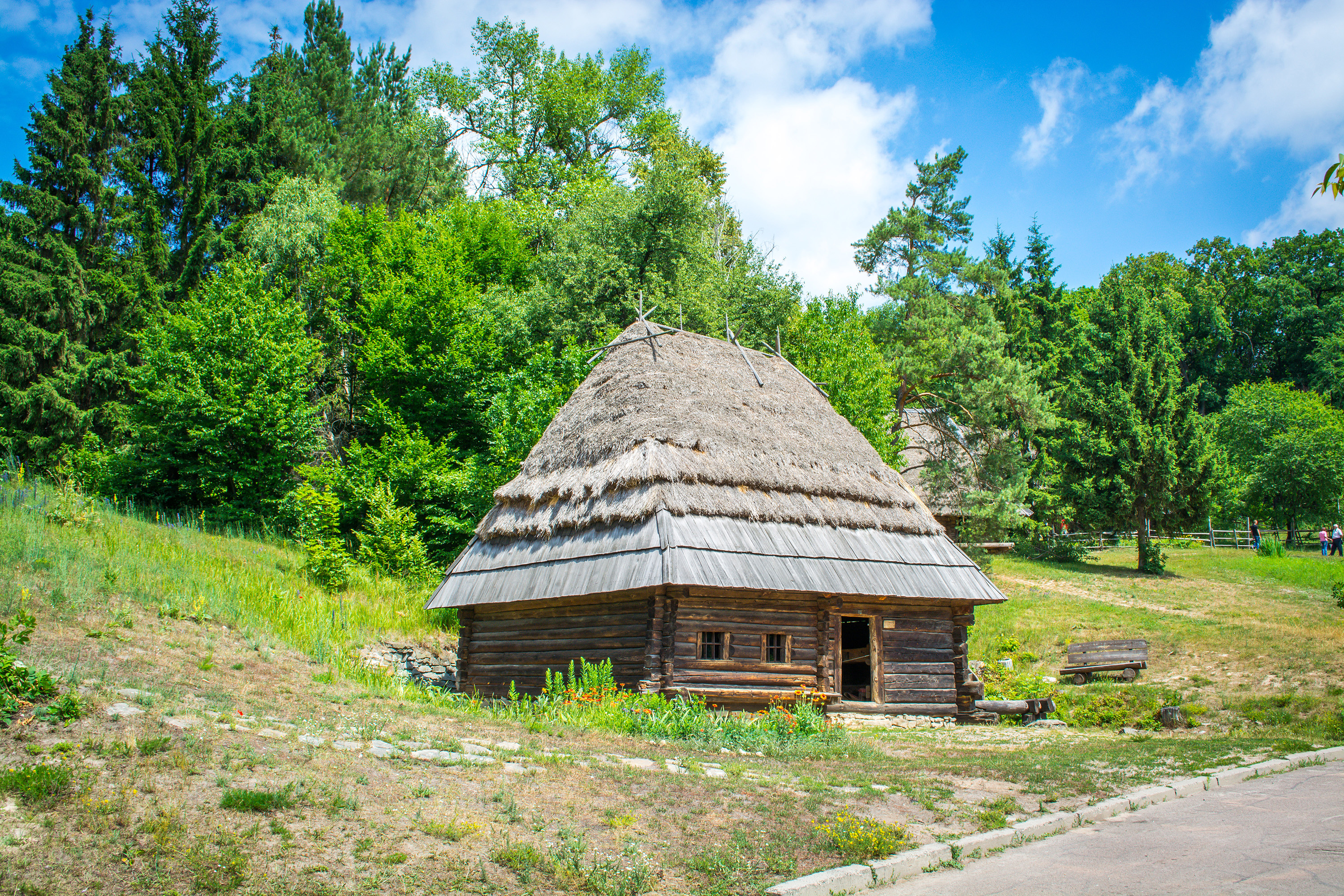
Водяний млин

- Церква Різдва Пресвятої Богородиці —дерев'яна церква, у якій зберігся іконостас XVIII століття. Поруч підноситься монументальна двох'ярусна дерев'яна дзвіниця.
- дерев'яна дзвіниця, збудована, ймовірно, на початку XX ст., стоїть на пагорбі в верхній частині села. Колись на цьому пагорбі була дерев'яна церква. Зберігаючи традиційний поділ на два яруси, дзвіниця водночас збудована дещо спрощено як з художнього, так і з конструктивного боку.
- Третя дерев'яна дзвіниця Пилипця, споруджена також на початку XX ст., служить місцем відправ для верхнього кінця села.
- У верхній частині села Пилипець біля підніжжя гір знаходиться мальовничий водоспад Шипіт (водоспад)
- Водоспад Шипіт верхній (розташований на відстані 1,1 км від водоспаду Шипіт)
- Пилипець (курорт)

## Транспорт
Дістатися до Пилипця можна поїздами Львів — Мукачево, Київ — Чоп і Одеса — Ужгород доїхавши до станції Воловець, а звідти на автомобілі, маршрутному таксі або рейсовому автобусі Ужгород — Міжгір'я. Також Пилипець має автобусне сполучення з містами Воловець, Міжгір'я, Мукачево, Ужгород.

## Релігія
З 2008 року сільська православна громада села молиться у новозбудованому храмі, який став предметом судової майнової суперечки між УПЦ Московського та Київського патріархата. 23 серпня 2015 року громада церкви Свято-Рождества Богородиці після прийняття рішення парафіяльною радою покинула Хустську єпархію УПЦ МП та влилася до складу Закарпатської єпархії УПЦ Київського Патріархату. 27 вересня 2015-го була спроба захоплення храму прихожанами та священиками УПЦ МП.

Суперечка за храм тривала недовго, він перейшов у користування Київського патріархату, хоча прихильники УПЦ МП збирали проти цього підписи [Архівовано 26 листопада 2016 у Wayback Machine.]. Розпорядженням голови Закарпатської обласної державної адміністрації № 283 від 28.08.2015 громаду УПЦ МП перереєстрували на громаду УПЦ КП. Хустська єпархія УПЦ МП оскаржила це рішення в суді та, згідно 29 вересня 2016 р. виграла його в апеляційній інстанції[недоступне посилання з липня 2019].

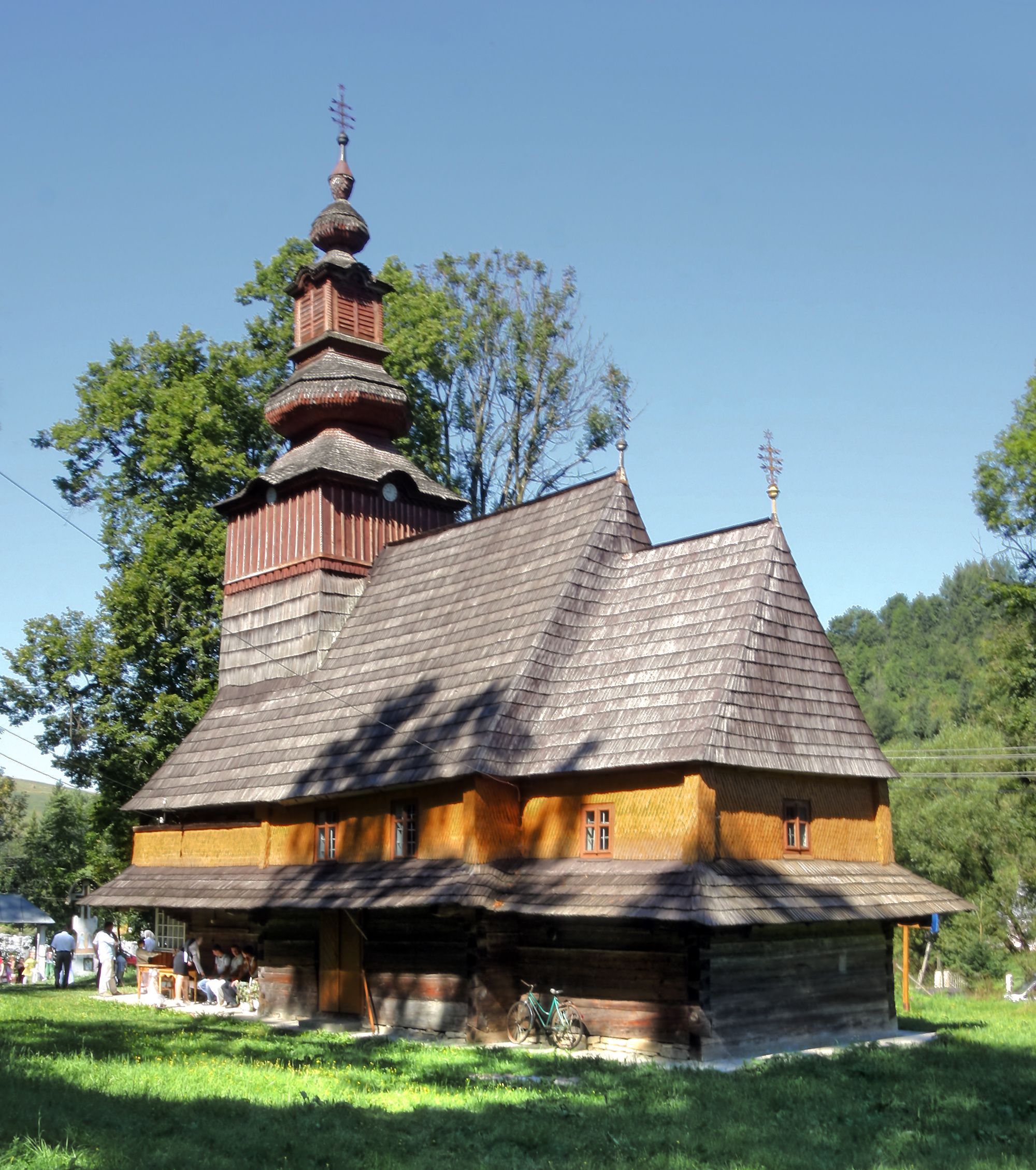
Церква Різдва Пресвятої Богородиці, 1762

27 вересня 2016 року, у двунадесяте свято Воздвиження Чесного і Животворного Хреста Господнього єпископ Мукачівський і Карпатський, керуючий Карпатською єпархією Української Автокефальної Православної Церкви Преосвященнійший Віктор (Бедь) відслужив в селі Пилипець божественну літургію, освятив Хрест та заклав камінь під будівництво Свято-Хрестовоздвиженського монастиря. Його Преосвященству співслужили: канцлер Консисторії Карпатської єпархії УАПЦ протоієрей Сергій Урста, намісник Свято-Миколаївського чоловічого монастиря Карпатської єпархії УАПЦ (смт. Чинадієво, Мукачівського району) архімандрит Миколай (Реківчак), намісник Свято-Хрестовоздвиженського монастиря ігумен Антоній (Хвіц), протоієрей Роман Бобай, протоієрей Сергій Уманців та ієродиякон Ілля Михайлов.
Під час богослужіння поминались імена православних ієрархів — Всесвятійшого Варфоломія, архієпископа Константинополя — Нового Риму, Вселенського Патріарха, Блаженнійшого Макарія, Митрополита Київського і всієї України, Предстоятеля Української Автокефальної Православної Церкви, Преосвященнійшого Віктора, єпископа Мукачівського і Карпатського, керуючого Карпатською єпархією УАПЦ.
За заслуги перед УАПЦ та благодійництво (дарування земельної ділянки для будівництва монастиря) Преосвященнійший Віктор, єпископ Мукачівський і Карпатський відзначив медалями сім'ю Пирч:
- Пирч Василя Васильовича — медаллю рівноапостольного Великого князя Київського Володимира І ступеня;
- Пирч Анну Михайлівну — медаллю рівноапостольної Великої княгині Київської Ольги І ступеня.

Участь в божественній літургії та освяченні хреста і місця під монастир, окрім вірників с. Пилипець та з навколишніх сіл, також взяли представники приходів Карпатської єпархії УАПЦ з м. Ужгорода, м. Берегова, м. Воловець, смт. Чинадієво Мукачівського району, с. Сторожниця Ужгородського району, с. Сімер Перечинського району та Української богословської академії Карпатського університету.
2015 року місцева громада Свято-Рождества Богородиці перейшла з московського патріархату під юрисдикцію УПЦ КП.
У своїй проповіді Преосвященнійший єпископ Віктор побажав, щоб на молитовно освяченому пагорбі в с. Пилипець з Волі Божої було возведено величну чернечу обитель, яку буде видно з усіх навколишніх сіл і в якій будуть щоденно молитись за мир, благополуччя та добробут у нашій державі і на Закарпатті. Також владика зазначив: «Наша українська закарпатська свята земля споконвіку була під духовною опікою Божою, а наші предки завжди були віруючими. Прийнявши живе Слово  Ісуса Христа від спасительної місії апостола українського Андрія Первозванного (33 — 70 рр. І ст.), наші богоносні прабатьки і батьки ввібрали Його в свою душу і серце і в період лихоліть, і в період добробуту, і в період нещасть, і в період радостей наш народ завжди, жив, живе і буде жити з молитвою до Отця нашого Небесного і в надії на спасіння і заступництво Спасителя нашого Ісуса Христа».
13 листопада 2019 року Релігійна громада Свято-Рождества Богородиці села Пилипець  Міжгірського району Закарпатської області відстояла у Верховному суді України своє право на зміну релігійної приналежності. Відтак остаточно підтверджено право громади на перехід з Хустської єпархії УПЦ Московського Патріархату до Закарпатської єпархії помісної Православної Церкви України.

## Відомі особистості
У поселенні народився:
- Пуйо Іван Федірович (1919—2010) — американський підприємець і меценат.
- душпастирював Стефан Мустиянович (1807—1865) — греко-католицький священник у Мармарощині, архідиякон горішньої частини Мармароської Верховини.Автор церковних проповідей,опублікованих у Львові.Похований біля церкви в смт.Воловець.
- Щадей Віктор Іванович — журналіст, політик, депутат Ужгородської міської ради. В лютому-листопаді 2014 р. — в.о. міського голови Ужгорода.
- Іван Воробець-Карпатський(1901-1987)- поет,народився в сім,ї Осташів,в 1948 році емігрував до Канади.Воробець-Карпатський-літературний псевдонім.Відомий україномовний літератор Канади. Учасник Братства Карпатських січовиків.(Джерело- "Енциклопедія українознавства",ред. В.Кубійовича,т.1.,Париж-Нью-Йорк,1973 )